# Laxey
Laxey (Manx: Laksaa) är en gruvort på norra sidan av Isle of Man, 10 km nordost om huvudstaden Douglas. Laxey har en befolkning på ungefär 1 700 personer (2011). Namnet kommer från fornnordiska namnet Laxá som betyder ”Laxå” (jämför svenska ortnamnet ”Laxå”). På 1800-talet började man utvinna bly och zink i området och Laxey växte snabbt till ett stort gruvsamhälle. År 1929 lades gruvdriften ner och nu är Laxey mest känt för ett antal trädgårdar. Strax utanför orten går dalgången Laxey Glen som är en av dalgångarna som räknas till Manx National Glens.
Tidigare var Laxey en självständig village, men sedan maj 2016 är byn en del av Garff Parish District.
Laxey har också en järnvägsstation som används både av Manx elektriska järnväg och Snaefells bergbana. I Laxey finns även Laxeys vattenhjul, det största fungerande vattenjulet i världen. I området finns också fornlämningen King Orrys grave, ”Kung Orrys grav”, som bedöms vara 4000 till 5000 år gammal.